# USS Terror (BM-4)
USS Terror (монітор № 4) — як і решта моніторів типу «Амфітріта»  мав бути нібито перебудованою версію попереднього монітора «Агаментікус» типу  який на той час вже перейменували  на «Терор». Це був  двогвинтовий монітор із металевим корпусом і подвійною баштою.
23 червня 1874 року за наказом міністра військово-морського флоту в уряді президента Улісса С. Гранта Джорджа М. Робсона у відповідь на інцидент з «Віргінікус» (це торгове судно під американським прапором було затримано кораблями ВМС Іспанії за підозрою у постачанні повстанців на Кубі. За кілька днів 53 члени екіпажу та пасажири «Віргінікус» були страчені іспанцями. Серед страчених були громадяни США та британці) закладено  у Філадельфії за контрактом з William Cramp & Sons.
Будівництво монітора тривало протягом наступних трьох років, поки не було призупинено в 1877 році. Роботи були відновлені через шість років, і монітор був спущений на воду 24 березня 1883 року.

## Історія служби
Монітор вирушив до Куби після початку війни з Іспанією, біля узбережжя острова затримав три іспанських судна, одне з яких, щоправда пізніше відпустили. Разом з головним кораблем типу, «Амфітріта» «Терор» включили до складу ескадри, яка мала перехопити ескадру адмірала Севере-і-Топете у Пуєрто-Ріко.  Монітори суттєво сповільнювали швидкість ескадри. В якийсь момент  «Терор» взяв на буксир броньований крейсер «Нью-Йорк». Ескадри противника біля острову не виявилося. Водночас потужні гармати монітора виявилися ефективними у пересстрілці з береговими батареями іспанців.